# Mothership (레드 제플린의 음반)
| 평가 점수                         | 평가 점수                 |
| 출처                              | 점수                      |
| --------------------------------- | ------------------------- |
| AllMusic                          | [ 1 ]                     |
| Blender                           | [ 2 ]                     |
| The Encyclopedia of Popular Music | [ 3 ]                     |
| IGN                               | 9.6/10                    |
| Mojo                              | · (December 2007, p. 129) |
| NME                               | [ 5 ]                     |
| Planet Sound                      | 9/별                      |
| Q                                 | · (November 2007, p. 129) |
| The Times                         | [ 6 ]                     |
| Uncut                             | [ 7 ]                     |

《Mothership》은 영국의 하드 록 밴드 레드 제플린의 컴필레이션 음반으로, 애틀랜틱 레코드와 라이노 엔터테인먼트가 2007년 11월 12일, 영국에서, 2007년 11월 13일, 미국에서 발매했다. 레드 제플린의 모든 카탈로그가 아이튠즈 스토어를 포함한 디지털 스토어에서 이용 가능해진 것은 같은 날이었다. 이 커버 아트는 예술가 셰퍼드 페어리에 의해 디자인되었다.
수록된 곡들은 로버트 플랜트, 지미 페이지, 존 폴 존스의 레드 제플린 생존 멤버들에 의해 선택되었으며 밴드의 8개의 스튜디오 음반을 대표한다. 이 음반은 두 장의 디스크 세트 외에도 이전에 발매된 《Led Zeppelin DVD》 (2003년)의 다양한 라이브 콘텐츠가 수록된 DVD와 함께 "디럭스"와 "컬렉터" 에디션 모두에서 구입할 수 있다. 2008년 8월 26일에는 4-LP 바이닐 패키지도 발매되었다. 2015년 11월 6일, 이 음반은 밴드의 2014년~15년 리마스터 캠페인의 오디오를 사용하여 재발매되었다.
2007년 11월 8일, XM 새틀라이트 라디오 임시 방송국인 XM LED가 음반 홍보를 위해 만들어졌다.

## 평가
이 음반은 58,000장이 팔리며 영국 음반 차트에서 4위로 데뷔했고, 뉴질랜드 공식 음반 차트에서 1위로 데뷔해 몇 주 동안 머물렀다. 이 음반은 또한 미국 빌보드 200 차트에서 7위로 데뷔했고, 첫 주에 약 136,000장이 팔렸다. 이 음반은 미국에서 210만 장 이상, 전 세계적으로 450만 장 이상 판매되어 미국 음반 산업 협회로부터 2배 플래티넘 인증을 받았다.

## 곡 목록
| #   | 제목                           | 작사·작곡                               | 오리지널 발매                 | 재생 시간 |
| --- | ------------------------------ | --------------------------------------- | ----------------------------- | --------- |
| 1.  | 〈Good Times Bad Times〉       | 존 본햄, 존 폴 존스, 지미 페이지        | 《Led Zeppelin》 (1969년)     | 2:48      |
| 2.  | 〈Communication Breakdown〉    | 본햄, 존스, 페이지                      | 《Led Zeppelin》              | 2:29      |
| 3.  | 〈Dazed and Confused〉         | 페이지                                  | 《Led Zeppelin》              | 6:28      |
| 4.  | 〈Babe I'm Gonna Leave You〉   | 앤 브레든, 페이지, 로버트 플랜트        | 《Led Zeppelin》              | 6:42      |
| 5.  | 〈Whole Lotta Love〉           | 본햄, 윌리 딕슨, 존스, 페이지, 플랜트   | 《Led Zeppelin II》 (1969년)  | 5:33      |
| 6.  | 〈Ramble On〉                  | 페이지, 플랜트                          | 《Led Zeppelin II》           | 4:28      |
| 7.  | 〈Heartbreaker〉               | 본햄, 존스, 페이지, 플랜트              | 《Led Zeppelin II》           | 4:16      |
| 8.  | 〈Immigrant Song〉             | 페이지, 플랜트                          | 《Led Zeppelin III》 (1970년) | 2:27      |
| 9.  | 〈Since I've Been Loving You〉 | 존스, 페이지, 플랜트                    | 《Led Zeppelin III》          | 7:24      |
| 10. | 〈Rock and Roll〉              | 본햄, 존스, 페이지, 플랜트              | 《Led Zeppelin IV》 (1971년)  | 3:41      |
| 11. | 〈Black Dog〉                  | 존스, 페이지, 플랜트                    | 《Led Zeppelin IV》           | 4:55      |
| 12. | 〈When the Levee Breaks〉      | 본햄, 존스, 멤피스 미니, 페이지, 플랜트 | 《Led Zeppelin IV》           | 7:10      |
| 13. | 〈Stairway to Heaven〉         | 페이지, 플랜트                          | 《Led Zeppelin IV》           | 8:02      |

| #   | 제목                            | 작사·작곡                  | 오리지널 발매                        | 재생 시간 |
| --- | ------------------------------- | -------------------------- | ------------------------------------ | --------- |
| 1.  | 〈The Song Remains the Same〉   | 페이지, 플랜트             | 《Houses of the Holy》 (1973년)      | 5:32      |
| 2.  | 〈Over the Hills and Far Away〉 | 페이지, 플랜트             | 《Houses of the Holy》               | 4:49      |
| 3.  | 〈D'yer Mak'er〉                | 본햄, 존스, 페이지, 플랜트 | 《Houses of the Holy》               | 4:24      |
| 4.  | 〈No Quarter〉                  | 존스, 페이지, 플랜트       | 《Houses of the Holy》               | 7:00      |
| 5.  | 〈Trampled Under Foot〉         | 존스, 페이지, 플랜트       | 《Physical Graffiti》 (1975년)       | 5:36      |
| 6.  | 〈Houses of the Holy〉          | 페이지, 플랜트             | 《Physical Graffiti》                | 4:04      |
| 7.  | 〈Kashmir〉                     | 본햄, 페이지, 플랜트       | 《Physical Graffiti》                | 8:35      |
| 8.  | 〈Nobody's Fault but Mine〉     | 페이지, 플랜트             | 《Presence》 (1976년)                | 6:30      |
| 9.  | 〈Achilles Last Stand〉         | 페이지, 플랜트             | 《Presence》                         | 10:23     |
| 10. | 〈In the Evening〉              | 존스, 페이지, 플랜트       | 《In Through the Out Door》 (1979년) | 6:51      |
| 11. | 〈All My Love〉                 | 존스, 플랜트               | 《In Through the Out Door》          | 5:54      |

## 인증
| 국가                                                  | 인증        | 판매량/출하량 |
| ----------------------------------------------------- | ----------- | ------------- |
| 오스트레일리아 (ARIA)                                 | 2× 플래티넘 | 140,000^      |
| 오스트리아 (IFPI 오스트리아)                          | 골드        | 10,000*       |
| 벨기에 (BEA)                                          | 골드        | 15,000*       |
| 캐나다 (뮤직 캐나다)                                  | 3× 플래티넘 | 300,000^      |
| 덴마크 (IFPI Danmark)                                 | 골드        | 15,000^       |
| 핀란드 (Musiikkituottajat)                            | 골드        | 18,716        |
| 프랑스 (SNEP)                                         | 플래티넘    | 100,000*      |
| 독일 (BVMI)                                           | 3× 골드     | 300,000^      |
| 아일랜드 (IRMA)                                       | 3× 플래티넘 | 45,000^       |
| 이탈리아 (FIMI)                                       | 플래티넘    | 60,000*       |
| 일본 (RIAJ)                                           | 골드        | 100,000^      |
| 뉴질랜드 (RMNZ)                                       | 3× 플래티넘 | 45,000^       |
| 폴란드 (ZPAV)                                         | 플래티넘    | 20,000*       |
| 스위스 (IFPI 스위스)                                  | 골드        | 15,000^       |
| 영국 (BPI)                                            | 3× 플래티넘 | 900,000*      |
| 미국 (RIAA)                                           | 2× 플래티넘 | 1,000,000^    |
| 요약                                                  |             |               |
| 유럽 (IFPI)                                           | 플래티넘    | 1,000,000*    |
| *판매량을 기반으로 한 인증 ^출하량을 기반으로 한 인증 |             |               |